# Анна Каренина. История Вронского
«А́нна Каре́нина. Исто́рия Вро́нского» — российский полнометражный художественный фильм, а также его расширенная восьмисерийная телевизионная версия под названием «Анна Каренина», снятые режиссёром Кареном Шахназаровым в 2017 году. Является вольной экранизацией одноимённого романа Льва Толстого, публицистической повести «На японской войне» и цикла «Рассказы о японской войне» Викентия Вересаева. 
Слоган фильма — «Великая любовь не зависит от времени».
Премьера многосерийного (8 серий) телевизионного художественного фильма «Анна Каренина» состоялась с 17 по 20 апреля 2017 года на телеканале «Россия».
Всероссийская премьера в кинотеатрах полнометражного художественного фильма «Анна Каренина. История Вронского» состоялась 8 июня 2017 года.
Картина является первым телесериалом, снятым режиссёром Кареном Шахназаровым.

## Сюжет
Действие фильма разворачивается по двум сюжетным линиям, связанным друг с другом одной историей. События происходят во второй половине XIX века в Российской империи (1872—1875) и в начале XX века в Китае на Русско-японской войне (1904).
Повествование начинается спустя тридцать лет после трагической гибели Анны Карениной, на полях Русско-японской войны, которая не была описана в романе Льва Толстого.
Основное время действия картины — 1904 год, место действия — Маньчжурия. Идёт война. Госпитальный обоз отступает вместе с Русской императорской армией. В суматохе исчезают главный врач и смотритель госпиталя. Старшему ординатору Сергею Алексеевичу Каренину приходится принять руководство госпиталем на себя. В полузаброшенной китайской деревне, где располагается госпиталь после отступления, Каренин оперирует раненого полковника, которого зовут Алексей Кириллович Вронский.
Ночью Сергей приходит в палату к Вронскому и просит рассказать ему, почему его мать, Анна Каренина, которую граф знал тридцать лет назад, бросилась под поезд, и можно ли было что-либо изменить в тот роковой день. Постаревший Вронский соглашается с неохотой и, предупредив о том, что у каждого человека своя правда, начинает рассказывать взрослому сыну своей любимой женщины историю любви к его матери.

## В ролях
- Елизавета Боярская — Анна Аркадьевна Каренина (Облонская)
- Максим Матвеев — Алексей Кириллович Вронский, граф, полковник
- Виталий Кищенко — Алексей Александрович Каренин, муж Анны
- Макар Михалкин — Серёжа (в детстве), сын Анны Аркадьевны и Алексея Александровича Карениных
- Кирилл Гребенщиков — Сергей Алексеевич Каренин (Серёжа, тридцать лет спустя), сын Анны Аркадьевны и Алексея Александровича Карениных, военный врач, начальник госпиталя
- Владимир Ильин — седой генерал
- Иван Колесников — Степан Аркадьевич («Стива») Облонский, брат Анны Карениной
- Татьяна Лютаева — графиня Вронская, мать Алексея Кирилловича
- Виктория Исакова — Долли (Дарья Александровна) Облонская, жена Стивы Облонского
- Анастасия Макеева — Бетси (Елизавета Фёдоровна) Тверская (Вронская), княгиня, кузина Алексея Кирилловича, жена кузена Анны Карениной (Облонской)
- Иван Верховых — семейный доктор Карениных
- Алексей Вертков — капитан Максимов, раненый русский солдат
- Дмитрий Миллер — Александр Кириллович Вронский, граф, брат Алексея Вронского

## Производство
Подготовка к съёмкам фильма «Анна Каренина» началась в январе 2015 года, а до этого ещё около двух лет велась кропотливая работа над сценарием.
Съёмки проходили с начала 2016 года в Москве (в павильонах «Мосфильма»), Санкт-Петербурге и Богородицке. Натурные съёмки производились в Крыму, для чего была специально построена и затем сожжена целая китайская деревня. Съёмочный процесс закончился в июле 2016 года.
Фильм создан по заказу телеканала «Россия», но исключительно за деньги спонсоров. По словам режиссёра Карена Шахназарова, «…государственных денег нет в этой картине. Можете это опубликовать, чтобы не было лишних разговоров. От государства не получили на съёмки ни копейки (только — деньги спонсоров). Это важно». В картину основательно вложились канал «Россия-1» и киноконцерн «Мосфильм».

## Рейтинг и оценки
- Первая серия получила 14—15 %, потом рейтинги упали до 13 % (что ниже средней доли телеканала «Россия-1» в этот временной слот)[8][9].
- Протоиерей Георгий Ореханов, исследователь жизни и творчества Толстого, так высказался об экранизации: «Посмотрел две минуты и выключил, не смог дальше смотреть. Честно скажу, не могу смотреть никаких новых экранизаций»[10].
- Леонид Клейн отметил: «На мой взгляд, никаких удачных экранизаций [„Анны Карениной“] в принципе нет, кроме фильма, который вышел несколько лет назад по сценарию Стоппарда»[11][12].

## Фестивали и награды
- 2018 — Гран-при и приз «За лучшую режиссуру» конкурса «Телевизионные игровые фильмы» XVIII Международного телекинофорума «Вместе»[13]
- 2018 — Гран-при «Лучший сериал» в конкурсе сериалов II Кинофестиваля «17 мгновений…» имени Вячеслава Тихонова.